# Bolszoj Dwor (rejon babuszkiński)
Bolszoj Dwor (ros. Большой Двор) – wieś (dieriewnia) w Rosji, w obwodzie wołogodzkim, w rejonie babuszkińskim. W 2021 liczyła 26 mieszkańców.